# 대천중학교 (충남)
대천중학교(大川中學校)는 대한민국 충청남도 보령시 명천동에 있는 공립 중학교이다.

## 학교 연혁
- 1951년 9월 28일 : 개교 (보령중학교)
- 1953년 4월 29일 : 대천중학교로 개칭
- 1953년 10월 30일 : 대천농업고등학교와 병설 운영
- 1977년 3월 1일 : 대천중·고등학교에서 분리 인가
- 1977년 10월 5일 : 신축 교사 (현 위치)로 이전
- 2010년 3월 1일 : 교과교실제 구축 운영(수학, 과학, 영어)
- 2010년 3월 1일 : 교육복지투자 우선지원교 운영
- 2011년 9월 1일 : Wee 클래스 운영
- 2022년 3월 1일 : 혁신동행학교 운영
- 2024년 9월 1일 : 제29대 연규도 교장 부임
- 2025년 1월 8일 : 제 74회 155명 졸업(총 23,533명)
- 2025년 3월 4일 : 신입생 입학(7학급 166명)

## 참고 자료
- 대천중학교 - 한국교육학술정보원 학교알리미